# Thomas Hood
Thomas Hood (1799-1845) (* Poultry, Londres, 23 de Maio de 1799 † Devonshire Lodge, Finchley Road (Londres), 3 de Maio de 1845), foi poeta, novelista, ensaísta, comediógrafo, editor, literato e gravador britânico. Sua constituição fraca e saúde debilitada foi vencida pela veia poética e pelas obras humorísticas, foi editor e colaborador de inúmeros periódicos.

## Primeiros anos

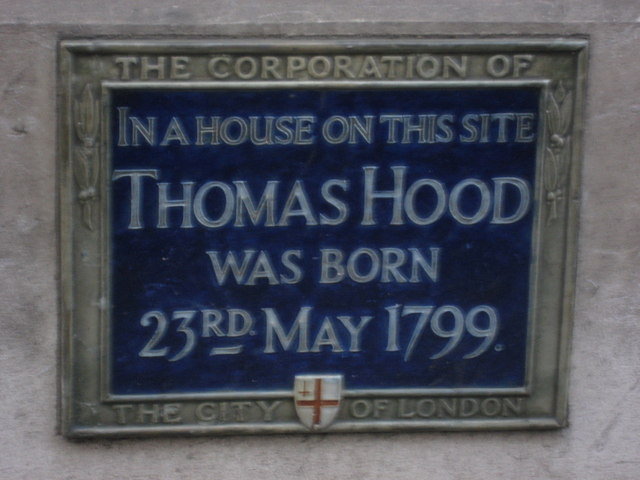
Placa referente a Thomas Hood, Poultry, EC2.

Thomas Hood (1799-1845) era o segundo filho do livreiro escocês Thomas Hood († 1811), a mãe do poeta, Elizabeth Sands, era irmã do gravador Robert Sands, com quem Thomas trabalhou durante algum tempo.  Quando o pai dele morreu em 1811, eles se mudaram para "Islington", onde Thomas Hood teve um professor que, apreciador de seus talentos, fazia-o sentir "que seria impossível alguém não tomar gosto pelo aprendizado, quando ele se mostrava tão interessado em ensinar"
Foi admitido numa firma de contabilidade de um amigo da família, porém, problemas de saúde o obrigaram a ir morar com alguns familiares em Dundee, na Escócia. Ali teve uma vida saudável, e se tornou um leitor incansável, logo contribuindo com os periódicos e revistas provincianas, escrevendo artigos poéticos e humorísticos.

## Vida e Obras
Quando retornou para Londres, em 1818, dedicou-se a gravuras, o que lhe permitiu a ilustração de suas próprias criações humorísticas.  Em 1821, John Scott (1783-1821), editor da "London Magazine", foi morto num duelo, e o periódico passou às mãos de uns amigos de Hood, que o convidaram para ser diretor. Foi neste cargo que conheceu os literatos de sua época: Charles Lamb, Henry Cary (1772-1844), Thomas de Quincey,  Allan Cunningham, Bryan Procter, Sargento Talfourd, Hartley Coleridge (1796-1849), William Hazlitt, e o poeta campesino John Clare (1793-1864), além de outros que publicavam a revista.  Este contato lhe permitiu desenvolver suas capacidades literárias.
Em 5 de Maio de 1825 casou com Jane Reynolds Hood, a irmã de John Hamilton Reynolds (1794–1852), com quem havia publicado a obra Odes e Discursos para um grande povo.
Ele ficou conhecido também por suas obras humorísticas, porém, o público rejeitava esse tipo de leitura quase por completo.
Em março de 1835 fez uma viagem para a Holanda, porém, foi surpreendido por um terrível temporal, e os efeitos repercutiram dolorosamente sobre sua fraca constituição. Estabeleceu-se sucessivamente em Coblentz (1835-1837) e Ostend (1837-1840), onde continuava escrevendo sua obra The Comic Annual, "Hood's Own" (1838) e "Up the Rhine", iniciada em 1836 e publicada em 1839. Muitas de suas correspondências desse período foram preservadas nos "Memoriais" e publicadas posteriormente pelos seus filhos, a sua alegria e o seu bom humor continuavam extraordinários, para um paciente praticamente desgastado por ataques contínuos de uma enfermidade contumaz.
Em 1840 ele volta para a Inglaterra, vivendo sucessivamente em "Camberwell" e "St. John's Wood", onde começou a escrever para o "New Monthly Magazine", do qual se tornou editor por ocasião do falecimento de Theodor Hook em 1841.  Pouco antes do Natal de 1844 ele ficou completamente doente, e dessa data em diante até a sua morte jamais deixou sua cama.  A gentileza do Sr. Robert Peel suavizou-lhe os últimos dias com a concessão de uma pensão de cem libras.  Morreu no dia 3 de Maio de 1845, em Devonshire Lodge, Finchley Road, sendo sepultado no cemitério Kensal Green, onde em 1854, um monumento público foi erigido em sua homenagem, e enfeitado com baixos relevos de sua obra Sonhos de Eugene Aram" e "A Ponte dos Suspiros", onde foi inscrito: "Ele cantou a canção da camisa."  Seus filhos Tom e Frances também se tornaram celebridades.

## Obras principais
- A Butcher ("Um Açougueiro", poema)
- Odes e Discursos para um grande povo (1825)
- Whims and Oddities (Caprichos e Excentricidades, duas series, 1826 e 1827)
- Os Pedidos das Fadas de Verão, Hero e Leandro, Lico, o Centauro e outros Poemas (1827), sua única coleção de versos sérios
- O sonho de Eugene Aram, o homicida (1831)
- Tylney Hall, uma novela (3 vols., 1834)
- The Comic Annual (1830–1842)
- Hood's Own, ou, Laughter from Year to Year (1838 e 1861)
- Up the Rhine (1840)
- Hood's Magazine and Comic Miscellany (61 edições pulicadas de janeiro de 1844 a junho de 1848)
- Contos Nacionais (2 vols., 1837), uma coletânea de novelas curtas
- Whimsicalities (Excentricidades, 1844), com ilustrações de John Leech (1817-1864); e muitas contribuições para os periódicos de sua época.
- A Canção da Camisa (poema, 1843)
- A Ponte dos Suspiros (1844) - esta obra foi traduzida para o francês por Charles Baudelaire em 1865.

## Família
De seu casamento com Jane Reynolds ele teve dois filhos: Frances e Tom.